# 신준서

## 클럽 경력
신준서는 진주고등학교에 재학 중이던 2023년, 경남 FC와 준프로 계약을 체결하며 구단 역사상 최연소 준프로 선수가 되었다. 이후 2025년 정식 프로 계약을 맺고 1군 스쿼드에 합류하였다.

## 국가대표 경력
대한민국 U-17 대표팀에 선발되어 국제대회에 출전한 경험이 있다.

## 플레이 스타일
신장은 189cm이며, 넓은 활동 반경과 빠른 반사 신경을 바탕으로 안정적인 골키핑을 선보인다. 킥 정확도와 공중볼 처리 능력에서도 장점을 보이며 성장 가능성이 높은 유망주로 평가된다.